# Мармонтель, Жан-Франсуа
Жан Франсуа́ Мармонте́ль (фр. Jean-François Marmontel, 11 июля 1723 — 31 декабря 1799) — известный французский писатель
, философ
 и драматург.
Член Французской академии (1763).

## Биография
Мармонтель родился в бедной семье в Бор-лез-Орге в Коррезе. После обучения в иезуитской школе занимал недолго кафедру философии в Тулузе, в Иезуитской коллегии.
В 1743 году Мармонтель написал свою первую оду: «L’Invention de la poudre à canon», думая получить за неё приз на «Jeux Floraux», но потерпел неудачу. Он обратился к Вольтеру с жалобой на несправедливость судей; таким образом между ними завязалась дружба, длившаяся всю жизнь. При содействии Вольтера Мармонтель издавал «Observateur littéraire».
В 1748 году Мармонтель написал трагедию «Denys le tyran», за которой последовали «Aristomène» (1749), «Cléopâtre» (1750), «Les Héraclides» (1752), «Égyptus» (1753); все они имели в своё время успех, но литературных достоинств не представляют, крайне напыщенны, риторичны и фальшивы. Успех их зависел скорее от таланта актёров и от того, что Мармонтель был любимцем светского общества и героем разных романических приключений.

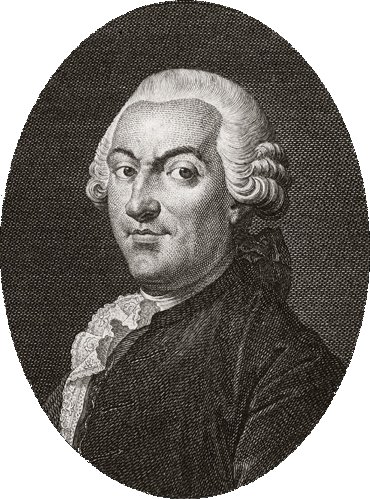
Жан Франсуа Мармонтель

Выше трагедий Мармонтеля стоят его Contes moraux, грациозные рассказы, не очень-то оправдывающие своё название. Автор рисует в них нравы общества, выставляет приятную сторону добродетели и соединяет сентиментальность и сентенциозность с гривуазностью, отличающей всех вообще авторов XVIII века. Лучшие из рассказов: «Alcibiade ou le moi», «Soliman II», «La mauvaise mère» и др. Известностью пользуется также исторический роман Мармонтеля, «Bélisaire» (1767), подвергшийся преследованию Сорбонны за проповедь веротерпимости.
В 1783 году, после смерти д’Аламбера, Мармонтель назначен был секретарем Академии, а в 1786 году получил профессорскую кафедру. Свои работы по истории литературы, напечатанные в «Encyclopédie», Мармонтель собрал в книгу «Éléments de littérature», которая пользуется такой же известностью, как «Lycée» Лагарпа.
Мармонтель написал ещё массу либретто для опер, опереток и балетов: балет «Кефал и Прокрис» для композитора Андре Гретри, «La Guirlande» (1751), «Acanthe et Céphise»(1751), «Hercule mourant» (1761) и др. Из других его сочинении в прозе и стихах известны: «L'établissement de l'École militaire» (1751), «Vers sur la convalescence du Dauphin» (1752), «Poétique française» (1763), «Mémoire sur la régence du duc d’Orléans» (1788), «Nouveaux contes moraux» (1792) и т. д. Собрание сочинений Мармонтеля вышло в 1819 году «Oeuvres choisies» и изданы С. Сюреном в 1824 году.

### Мармонтель и масонство
По дошедшим архивным данным масонских лож известно, что Мармонтель был масоном и входил в масонскую ложу «Девять сестёр».

### Театральная драматургия
- 5 февраля 1748 — Denys le tyran, трагедия
- 30 апреля 1749 — Aristomène, трагедия
- 20 мая 1750 — «Клеопатра», трагедия
- 1751 — La Guirlande, балетный акт Рамо
- 1751 — Acanthe et Céphise, трёхактная героическая пастораль Рамо
- 24 мая 1752 — Les Héraclides
- 1753 — Égyptus, трагедия
- 1753 — Lysis et Délie, одноактная героическая пастораль Рамо
- 1753 — Les Sybarites, балетный акт Рамо
- 1761 — Hercule mourant, опера
- 1762 — Annette et Lubin
- 1766 — La Bergère des Alpes, опера Кохау
- 1768 — «Гурон[англ.]», комическая опера Гретри по повести Вольтера «Простодушный»
- 1769 — «Люсиль[англ.]», одноактная комедия с ариями Гретри
- 1770 — «Сильван», комическая опера Гретри
- 1771 — «Друг семьи», комическая опера Гретри
- 1771 — «Земира и Азор», опера-балет Гретри на сюжет сказки «Красавица и Чудовище»
- 1773 — «Цефал и Прокрис, или Супружеская любовь», героический балет Гретри
- 1775 — «Неверная магия», комическая опера Гретри
- 1783 — «Дидон», опера Niccolò Vito Piccinni
- 1785 — La Fausse Pénélope, комическая опера Niccolò Vito Piccinni
- 1788 — Démophon

### Поэзия
- Polymnie, satire en 11 chants
- L’établissement de l’École militaire, 1751
- Vers sur la convalescence du Dauphin, 1752
- La naissance du duc d’Aquitaine, 1753
- Épître aux poètes, 1760
- La Neuvaine de Cythère, 1820 (poème licencieux)

### Романы
- Contes moraux, 1755—1759
- Bélisaire, 1767
- Les Incas (1777) — в русском переводе «Инки, или разрушение Перуанской империи» (переводчик Мария Сушкова; Москва, 1778, 1782, 1801 и 1819)
- Nouveaux contes moraux, 1792

### Эссе
- Poétique française, 1763, 3 parties : ouvrage dans lequel Jean Racine et Nicolas Boileau sont vivement attaqués
- Essai sur les révolutions de la musique en France, 1777
- De l’Autorité de l’usage sur la langue, 1785
- Éléments de littérature, 1787. Édition moderne chez Desjonquères, présentée, établie et annotée par Sophie Le Ménahèze, 2005.
- Mémoire sur la régence du duc d’Orléans, 1788
- Apologie de l’Académie française, 1792

### Другие работы
- édition remaniée de Venceslas de Rotrou, 1759
- La Pharsale de Lucain, traduite en prose, 1766
- édition des Chefs d’œuvres dramatiques de Mairet, Du Ryer et Rotrou, avec un Commentaire, 1775
- Mémoires d’un père pour servir à l’instruction de ses enfants, 1800
- Leçons d’un père à ses enfants sur la langue française, 1806

## Влияние на русскую культуру
Мармонтель был популярным автором в России. Его произведения, переведённые Карамзиным, охотно читались русской публикой.
Во время путешествия Екатерины II по Волге она и её свита коллективно перевели сочинение Мармонтеля «Велисарий» (фр. Bélisaire), присланное императрице автором. Каждому переводившему по жребию досталась часть сочинения.

«Велисарий имел решительный успех у императрицы. Во время путешествия по Волге Ея Императорское Величество переводила ваш роман на русский язык; лица, сопровождавшия её, получили каждый по главе; девятая досталась самой государыне. Когда перевод был готов, императрица потрудилась просмотреть весь перевод и приказала его напечатать».— Из письма посла России во Франции князя Д. А. Голицына Ж.-Ф. Мармонтелю.
Пушкин в «Евгении Онегине» упоминает былую популярность Мармонтеля (VI, 107):

Сие глубокое творенье

Завез кочующий купец

Однажды к ним в уединенье

И для Татьяны наконец

Его с разрозненной Мальвиной

Он уступил за три с полтиной,

В придачу взяв ещё за них

Собранье басен площадных,

Грамматику, две Петриады,

Да Мармонтеля третий том.

Владимир Набоков в своём комментарии к Евгению Онегину предположил, что это был третий том прижизненного собрания сочинений Мармонтеля 1780-х годов, в котором напечатана первая часть «Нравоучительных рассказов» (Contes Moraux).